# 한국게임개발자협회
한국게임개발자협회는 한국게임개발자들의 권익 신장과 최신 정보 공유, 한국 게임 산업의 발전을 위해 설립된 단체이며,
보다 본격적인 게임 개발자들의 목소리를 대변할 수 있는 단체가 필요하다는 공감대 아래 2000년 협의회로 시작하여,
2003년 7월 1일 대한민국 문화체육관광부 산하로 허가받은 게임 개발자 중심의 사단법인이다.
소재지는 서울특별시 마포구 상암동에 있다.

## 주요 사업
- 현업종사자에 대한 의견을 대변하여 산업발전을 위한 의견 제시
- 컨퍼런스 및 제작 정보 세미나의 개최
- 온라인 커뮤니티 구축 및 제작 정보 관련 DB 구축
- 온 오프라인 게임 제작 관련 인프라 구축 활동
- 연구과제의 수행
- 기타 본 회의 목적을 달성하기 위하여 필요하다고 인정되는 사업

## 주요 행사
- 한국국제게임컨퍼런스(Korea Games Conference, KGC)
- 한국게임개발자서밋(Korea Game Developers Summit, KGDS)
- 글로벌인디게임제작경진대회(Global Indie Game Development Contest, GIGDC)
- 한국VR포럼(Korea VR Forum)
- 기능성게임포럼(Serious Game Forum)

## 역대 회장
1. 2003.07 ~ 2006.02 정무식 (루노소프트 부사장)
2. 2006.02 ~ 2009.04 김광삼 (펄어비스 PD)
3. 2009.04 ~ 2013.12 이승훈 (영산대학교 교수)
4. 2014.01 ~ 2018.04 윤준희 (크레타게임즈 대표이사)
5. 2018.04 ~ 2024.04 정석희 (경기게임마이스터고등학교 교장)
6. 2024.04 ~ 現 신용훈 (나디아소프트 대표이사)